# Malissiana furva
Malissiana furva är en insektsart som beskrevs av Young 1986. Malissiana furva ingår i släktet Malissiana och familjen dvärgstritar. Inga underarter finns listade i Catalogue of Life.